# 26 de enero
El 26 de enero es el 26.º (vigesimosexto) día del año en el calendario gregoriano. Quedan 339 días para finalizar el año y 340 en los años bisiestos.

## Acontecimientos
- 1085: en la Taifa de Zaragoza (en la actual España), Al-Musta'in se casa con la hija de Abu Bakr de Valencia, a la que asistieron los reyes taifas de al-Ándalus y, con toda probabilidad, ante la presencia de El Cid Campeador.
- 1500: donde actualmente se encuentra la ciudad de Cabo de Santo Agostinho, el navegante español Vicente Yáñez Pinzón llega a la costa del actual Brasil.
- 1531: la ciudad de Lisboa (capital de Portugal) es sacudida por un violentísimo terremoto de magnitud 8,1 en la escala de Richter. Mueren al menos 30 000 personas (casi todos sus habitantes). Este terremoto no se debe confundir con el del 1 de noviembre de 1755, de magnitud 9,0, que mataría a unas 100 000 personas.
- 1540: en Alemania, Valerius Cordus descubre el éter.
- 1564: el Concilio de Trento establece una distinción entre el catolicismo y el protestantismo.
- 1565: en India, soldados del imperio Viyaia Nagara y los sultanatos islámicos del Deccan libran la batalla de Talikota, que provocará la destrucción del último reino hindú y la consolidación de la invasión musulmana en el subcontinente indio.
- 1565: en Oceanía, el español Miguel López de Legazpi comienza la invasión de la isla de Guam.
- 1641: en Barcelona, el ejército francés y milicias catalanas derrotan al ejército español en la batalla de Montjuïc. Cataluña pasa a ser una república satélite de Francia.
- 1699: se firma el Tratado de Karlowitz, en virtud del cual el Imperio otomano pierde la mayor parte de sus territorios en Europa.
- 1700: según textos japoneses, un tsunami golpea las costas de Japón. Se supone con certeza que se trata del Terremoto de Cascadia (de magnitud 9 según la escala de Richter), en la costa occidental de Norteamérica. Los nativos americanos registraron algunas leyendas orales.
- 1720: el rey de España Felipe V se adhiere a las condiciones pactadas por la Cuádruple Alianza de 1718.
- 1736: en Polonia, Estanislao I Leszczynski abdica al trono.
- 1788: en Australia, por orden del gobierno británico, Arthur Phillip funda Port Jackson con el objeto de establecer una colonia penal.
- 1811: en México, el coronel Juan B. Carrasco proclama la independencia en Monterrey, en apoyo al movimiento iniciado por el sacerdote católico Miguel Hidalgo.
- 1812: en España, Napoleón Bonaparte ordena la división de Cataluña en departamentos.
- 1824: en el marco de la independencia de América, el rey Fernando VII dispone que no se negocie con los rebeldes de las colonias españolas de América el reconocimiento de su independencia.
- 1825: dentro de las Provincias Unidas de Centroamérica, se constituye la provincia de Costa Rica.
- 1837: en los Estados Unidos, Míchigan es admitido como el Estado n.º 26.
- 1838: en España, los carlistas, mandados por Ramón Cabrera, ocupan la plaza fuerte de Morella tras varios meses de asedio.
- 1838: en Australia, ocurre la Masacre de Waterloo Creek por parte de la Policía Montada de Nueva Gales del Sur.
- 1841: el Imperio británico ocupa formalmente Hong Kong, el cual China más tarde cederá formalmente.
- 1871: en Inglaterra se constituye la Rugby Football Union, la primera asociación de clubes de rugby.
- 1885: tropas leales al mahdi Muhammad Ahmad conquistan Jartum.
- 1898: en el marco de la guerra hispano-estadounidense, entra en La Habana el acorazado estadounidense Maine, cuyo hundimiento, atribuido a los españoles, sirve de pretexto para que Estados Unidos declarara la guerra a España.
- 1906: se extrae en la Mina Premier, a 40 km de Pretoria, Sudáfrica, el famoso Cullinan, el mayor diamante de la historia con un peso de 621 g antes de ser cortado. En 1907 lo compró la colonia de Transvaal y lo obsequió al rey Eduardo VII de Inglaterra que lo hizo cortar por los Hermanos Asscher en Ámsterdam, Países Bajos.
- 1907: el rifle Lee-Enfield Mk III se introduce oficialmente en el Servicio Militar Británico, y es el rifle militar más antiguo todavía en uso oficial.
- 1910: en Francia, fuertes tormentas causan inundaciones catastróficas en París y en todo el norte del país.
- 1911: en los Estados Unidos, Glenn H. Curtiss vuela el primer hidroavión estadounidense exitoso.
- 1911: en Dresde (Alemania) se estrena la ópera El caballero de la rosa, de Richard Strauss.
- 1915: en México, entran en la capital las fuerzas de Venustiano Carranza, mientras Álvaro Obregón publica un decreto anulando el papel moneda emitido durante el gobierno de Francisco Villa.
- 1920: en los Estados Unidos, Henry Leland (exejecutivo de la empresa Ford Motor Company) crea la empresa Lincoln Motor Company, que más tarde venderá a su antiguo patrón.
- 1924: en Rusia, la ciudad de Petrogrado (actual San Petersburgo) es rebautizada como Leningrado.
- 1926: en Londres, el ingeniero escocés John Logie Baird presenta en público su prototipo de televisor basado en el disco de Nipkow.
- 1930: en la India, el Congreso Nacional Indio —ilegalmente— declara este día como Pūrna Swarash (completa independencia).
- 1934: Europa, Alemania y Polonia firman un tratado de no agresión con 10 años de vigencia.
- 1934: en Harlem (Nueva York) se reabre el teatro Apolo.
- 1939: En el contexto de la guerra civil española, el ejército sublevado comandado por Juan Yagüe toma la ciudad de Barcelona, que se hallaba semidesierta tras haber sido abandonada por el debilitado ejército republicano, que se repliega junto a una masa de refugiados hacia la frontera francesa.
- 1942: en el marco de la Segunda Guerra Mundial, en Irlanda del Norte desembarcan las primeras tropas estadounidenses que llegan a Europa.
- 1944: en la Unión Soviética ―en el marco de la Segunda Guerra Mundial―  Iósif Stalin declara solemnemente que el Sitio de Leningrado había sido levantado y que las fuerzas alemanas fueron expulsadas del óblast de Leningrado.
- 1945: en Argentina, Juan Domingo Perón (secretario de Trabajo y Previsión, y más tarde presidente de la República) decreta la obligatoriedad de las vacaciones pagadas para todos los trabajadores argentinos.[1]
- 1945: en México, la XXXVII Legislatura del estado de Sonora declara a Heriberto Aja como «educador ilustre» como estímulo a sus eminentes servicios prestados como docente.
- 1947: en Chile se inaugura la fundición de cobre Paipote.
- 1950: en India comienza a regir la Constitución, formando una república. Rajendra Prasad jura como primer presidente. Se declara el Día de la República.
- 1952: en Egipto sucede el sábado Negro: manifestantes incendian el barrio central de negocios de la ciudad, tomando como blanco los negocios egipcios de clase alta y británicos.
- 1957: en el Teatro de La Scala, en Milán (Italia), se estrena la ópera Diálogos de Carmelitas de Francis Poulenc.
- 1958: en el sur de la isla Awaji (en Japón) se hunde el ferry Nankai Maru. Mueren 167 personas.
- 1960: en España se constituye la Constitución de la Federación Española de Balonvolea/Voleibol (RFEVB).
- 1961: en los Estados Unidos, John F. Kennedy nombra a Janet G. Travell como su doctora. Es la primera vez que una mujer ocupa este puesto.
- 1962: en los Estados Unidos, la nave Ranger 3 despega para caer en la Luna. Pero la sonda espacial le erra a su blanco por 35 400 km.
- 1965: en India, el idioma hindi se convierte en el idioma oficial del país.
- 1966: en la playa Glenelg, cerca de Adelaida (Australia Meridional) son secuestrados tres niños hermanos: Jane (9), Arnna (7) y Grant Beaumont (4), conocidos colectivamente como los «Niños Beaumont». Nunca fueron recuperados.
- 1972: en Checoslovaquia (actual República Checa), una bomba de la banda terrorista pronazi Ustachá destruye en vuelo un avión de la compañía JAT Airways. La azafata Vesna Vulovich (22) sobrevive a la caída de 10 000 metros.
- 1973: en España, el empresario Felipe Huarte, secuestrado por la banda terrorista ETA el pasado día 16, es puesto en libertad.
- 1978: en la zona de Ohio y Grandes Lagos sucede la Gran Tormenta de 1978, una fortísima tormenta de nieve con la presión atmosférica no tropical más baja registrada en los Estados Unidos, con nieve y vientos de más de 161 km/h.
- 1978: inauguración en Santiago de Chile del parque de diversiones Fantasilandia.
- 1979: se hermanan las ciudades de Oviedo (España) y Valparaíso (Chile).
- 1979: en España, el Gobierno autoriza a diez bancos extranjeros a establecer sucursales en Madrid.
- 1979: la policía española abate a tiros a Martí Marcó (militante de Terra Lliure) tras saltarse este un control de carreteras.
- 1980: Israel y Egipto establecen relaciones diplomáticas.
- 1983: en el departamento de Ayacucho (centro de Perú), los pobladores de la aldea de Uchuracay matan a machetazos a ocho periodistas, creyéndolos senderistas; el año anterior, Sendero Luminoso había matado a 135 hombres, mujeres y niños.
- 1985: en Argentina, un terremoto de magnitud 6,3 en la escala de Richter afecta a la provincia de Mendoza. Mueren 6 personas y 238 personas resultan heridas.
- 1987: en España, los reyes Juan Carlos I y Sofía colocan la primera piedra de la Exposición Universal de Sevilla de 1992, en el recinto de la Isla de la Cartuja.
- 1988: en el Majestic Theatre de Nueva York, se estrena el musical The Phantom of the Opera (de Andrew Lloyd Webber).
- 1991: en Somalia, Mohamed Siad Barre es retirado del poder, lo que termina con el Gobierno centralizado. Es sucedido por Ali Mahdi.
- 1992: en Rusia, Boris Yeltsin anuncia que su país ya no tendrá ciudades estadounidenses como blancos de sus armas atómicas.
- 1992: En Montevideo, es llevada a cabo la superación del servicio de trolebuses en la ciudad. Estos, prestaron servicio de casi 41 años. Al suprimirse este servicio, desapareció el sistema de transporte eléctrico en el Uruguay que se había implantado en 1906 (con tranvías)
- 1993: el expresidente de Checoslovaquia, Václav Havel, es elegido primer presidente de la República Checa.
- 1998: las compañías Compaq y DEC anuncian su fusión a través de la mayor compra empresarial realizada en el negocio de la informática.
- 1998: en el marco del escándalo Lewinsky, el presidente estadounidense Bill Clinton ante la televisión nacional niega haber tenido relaciones sexuales con Mónica Lewinsky, expasante de la Casa Blanca.
- 2001: en España, la banda terrorista ETA asesina a Ramón Díaz García, un cocinero de 51 años empleado en la Comandancia de Marina de San Sebastián.
- 2001: en India, un terremoto de magnitud 7,9 en la escala de Richter afecta al estado de Guyarat. Mueren 20 000 personas y 200 000 resultan heridas.
- 2004: en Afganistán, el presidente Hamid Karzai firma la nueva constitución de su país.
- 2004: en la ciudad de Tainan (la cuarta ciudad de Taiwán, con 770 000 hab.) sucede una explosión de ballena: el gas generado por la descomposición del espermaceti (una especie de cera parecida al aceite de jojoba) de un cachalote muerto que estaba siendo trasladado para realizarle una autopsia.
- 2005: en Glendale (California), cerca de Los Ángeles (California) descarrilan dos trenes. Mueren 11 personas y 200 resultan heridas.
- 2005: Catalina Sandino se convierte en la primera colombiana en ser candidata al premio Óscar como mejor actriz.
- 2007: en México, el papa Benedicto XVI erige la diócesis de Ensenada, nombrando a Sigifredo Noriega Barceló como primer obispo.
- 2008: La autoridad de aviación civil de la República Popular de China anuncia que el gobierno ha liberado el equivalente a 42 mil millones de euros para la construcción de 97 aeropuertos más para el año 2020.
- 2009: en Nick Jr. se estrena el programa de Televisión Olivia (serie de televisión)
- 2010: en Santo Domingo, la Asamblea Nacional proclama la nueva constitución de la República Dominicana.
- 2013: en Tucumán (Argentina), la pianista Myrtha Raia (de 84 años) recibe una golpiza por testificar contra la dictadura cívico-militar (1976-1983). Fallecerá tres días después.
- 2015: Accidente en la estación Periférico Norte de la Línea 1 del Tren Eléctrico de Guadalajara, deja 27 heridos.
- 2015: en Boston (Estados Unidos) comienza el juicio contra Dzhokhar Tsarnaev, quien coperpetró el atentado de la maratón de Boston en abril de 2013.[2]
- 2015: en Kobane (Siria) las fuerzas de las Unidades de Protección Popular expulsan a los últimos terroristas de la banda Estado Islámico en la ciudad.
- 2015: en Ramadi (Siria), tropas iraquíes capturan un arsenal de armas a la banda terrorista Estado Islámico; entre ellas encuentran fusiles de fabricación israelí.[3]
- 2015: el asteroide 2004 BL86 pasa cerca de la Tierra sin representar peligro alguno.[4]
- 2020: en Calabasas, Los Ángeles, California fallece el jugador de baloncesto Kobe Bryant tras estrellarse el helicóptero en el que viajaba.
- 2021: 
  - En Italia, renuncia el primer ministro Giuseppe Conte. En su lugar se forma un gobierno de transición.[5]
  - En Estonia, con la jura como primera ministro de Kaja Kallas, se convierte en el primer país en tener dos mujeres como cabeza de Estado.[6]
  - El mundo supera los 100 millones de casos de COVID-19.[7]
- 2023: Se enstrena la segunda temporada de Shuumatsu no Valkyrie en Netflix.
- 2024: Un terremoto de 6.1 sacudió al país centroamericano de Guatemala a las 11:52 p. m. de la noche dejando daños materiales.[8][9]

## Nacimientos
- 183: Lady zhen, emperatriz china (f. 221).
- 1467: Guillaume Budé, humanista francés (f. 1540).
- 1497: Go-Nara, emperador japonés (f. 1557).
- 1541: Florent Chrestien, poeta y traductor francés (f. 1596).
- 1682: Benjamin Lay, filósofo y activista abolicionista (f. 1759).
- 1695: José Quer, médico y botánico español (f. 1764).
- 1715: Claude-Adrien Helvétius, filósofo francés (f. 1771).
- 1716: George Germain, político y militar británico (f. 1785).
- 1763: Jean Baptiste Bernadotte, militar francés que llegó a ser rey de Suecia y Noruega (f. 1844).
- 1781: Achim von Arnim, escritor alemán (f. 1831).
- 1795: Policarpa Salavarrieta, heroína colombiana de la independencia (f. 1817).
- 1804: Eugène Sue, escritor francés (f. 1857).

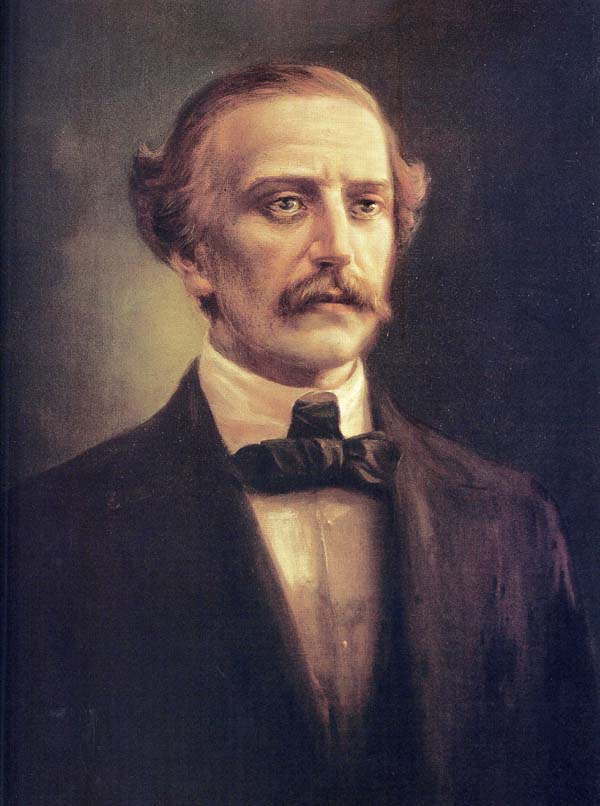
Juan Pablo Duarte.

- 1813: Juan Pablo Duarte, político dominicano (f. 1876).
- 1821: Edmond Colmet de Santerre, jurisconsulto francés (f. 1903).
- 1842: François Coppée, poeta y novelista francés (f. 1908).
- 1848: Justo Sierra Méndez, poeta y político mexicano (f. 1912).
- 1849: Francesco Flores D'Arcais, matemático italiano (f. 1927).
- 1852: Pierre Savorgnan de Brazza, explorador francés (f. 1905).
- 1854: Julio Cervera, militar e ingeniero español (f. 1927).
- 1857: Trinlé Gyatso, duodécimo dalái lama (f. 1875).
- 1865: Sabino Arana, político español (f. 1903).
- 1871: Johann F. Heymans, escritor surinamés (f. 1933).
- 1877: Kees Van Dongen, pintor neerlandés (f. 1968).
- 1880: Douglas MacArthur, militar estadounidense (f. 1964).
- 1883: Juan Zaragüeta, filósofo español (f. 1974).
- 1886: Fidel Pagés, cirujano español (f. 1923).
- 1887: François Faber, ciclista luxemburgués (f. 1915).
- 1891: Frank Costello, gánster estadounidense (f. 1973).
- 1891: Wilder Penfield, neurocirujano canadiense-estadounidense (f. 1976).
- 1901: Mariano Picón Salas, escritor y diplomático venezolano (f. 1965).
- 1903: Jorge Eliécer Gaitán, político colombiano (f. 1948).
- 1903: Antonio Tanguma, músico y compositor mexicano (f. 1989).
- 1903: Carmen Portinho, ingeniera civil, urbanista y feminista brasileña (f. 2001).
- 1904: Ancel Keys, científico estadounidense (f. 2004).
- 1904: Andrew Marton, cineasta húngaro-estadounidense.
- 1904: Manuel Lora-Tamayo, químico y político español (f. 2002).
- 1904: Seán MacBride, político irlandés, premio Nobel de la Paz en 1974 (f. 1988).
- 1904: Diógenes de la Rosa, ensayista, diplomático y político panameño (f. 1998).
- 1905: Charles Lane, actor estadounidense (f. 2007).
- 1905: María von Trapp, cantante austriaca (f. 1987).
- 1908: Stéphane Grappelli, violinista francés de jazz (f. 1997).
- 1910: Elmar Klos, cineasta checo (f. 1993).
- 1911: Polykarp Kusch, físico alemán, premio Nobel de Física en 1955 (f. 1993).
- 1913: Jimmy Van Heusen, compositor estadounidense de canciones (f. 1990).
- 1915: William Hopper, actor estadounidense (f. 1970).
- 1915: Carmelo Santiago, periodista, autor, productor, crítico, guionista y director argentino (f. 1993).

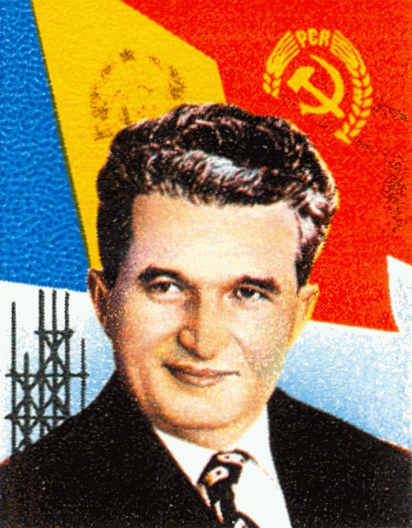
Nicolae Ceauşescu

- 1916: Polykarp Kusch, fue un físico nacido en Alemania y nacionalizado estadounidense. (f. 1993).
- 1918: Nicolae Ceauşescu, político y dictador rumano (f. 1989).
- 1918: Philip José Farmer, escritor estadounidense (f. 2009).
- 1919: Valentino Mazzola, futbolista italiano (f. 1949).
- 1921: Akio Morita, empresario japonés, cofundador de la empresa Sony (f. 1999).
- 1922: Michael Bentine, comediante británico (f. 1996).
- 1922: Juan Pérez de Tudela, historiador americanista español (f. 2004).
- 1924: Alice Babs, cantante y actriz sueca (f. 2014).
- 1924: Rauf Denktash, político chipriota (f. 2012).
- 1925: Paul Newman, actor y cineasta estadounidense (f. 2008).
- 1926: José María Valverde, escritor y profesor español (f. 1996).
- 1927: Pedro Masó, cineasta español (f. 2008).
- 1927: Roger Vadim, cineasta francés (f. 2000).
- 1927: María Jesús Valdés, actriz española (f. 2011).
- 1928: Abdellatif Filali, político marroquí, primer ministro entre 1994 y 1998 (f. 2009).
- 1928: Luis Ximénez Caballero, músico mexicano (f. 2007).
- 1929: Sumiteru Taniguchi, último sobreviviente de los bombardeo atómico sobre Nagasaki (f. 2017).
- 1933: Juan Carlos Díaz Quincoces, futbolista español (f. 2002).
- 1933: Ercole Baldini, ciclista italiano (f. 2022).
- 1934: Fernando Cardenal, sacerdote y teólogo nicaragüense (f. 2016).
- 1934: Bob Uecker, beisbolista estadounidense (f. 2025).
- 1935: Queta Garay, cantante y actriz mexicana (f. 1980).
- 1936: Sal Buscema, artista estadounidense de cómics.
- 1937: Pablo Acosta Villarreal, narcotraficante mexicano (f. 1987).
- 1941: Valdemar Franklin Quintero, fue un policía colombiano. (f. 1989).
- 1941: Scott Glenn, actor estadounidense.
- 1942: Rafael Arias-Salgado, político español.
- 1944: Ángela Davis, política estadounidense.
- 1945: Jacqueline du Pré, violonchelista británica (f. 1987).
- 1945: David Purley, piloto de automovilismo británico (f. 1985).
- 1947: Miguel Ángel Castellini, campeón mundial de boxeo argentino (f. 2020).
- 1947: Michel Sardou, cantante francés.
- 1948: Osvaldo Sosa, futbolista y entrenador de fútbol argentino (f. 2020).
- 1949: Jonathan Carroll, escritor estadounidense.
- 1949: David Strathairn, actor estadounidense.
- 1950: Jörg Haider, político austriaco, Gobernador de Carintia entre 1989 y 1991 y entre 1999 y 2008 (f. 2008).
- 1950: Sergio González Rodríguez, periodista mexicano (f. 2018).
- 1953: Anders Fogh Rasmussen, político danés, Primer ministro de Dinamarca entre 2001 y 2009.
- 1953: Lucinda Williams, cantante y compositora estadounidense.
- 1954: Miguel Mateos, cantautor y tecladista argentino.
- 1954: Sebastián Ligarde, actor mexicano.
- 1954: Carlos Lobo Diarte, futbolista y entrenador paraguayo (f. 2011).
- 1955: Eddie Van Halen, guitarrista neerlandés-estadounidense, de la banda Van Halen (f. 2020).
- 1955: Lucía Méndez, actriz, cantante y empresaria mexicano-estadounidense.
- 1956: Madeleine Herren, historiadora suiza.
- 1956: Imelda Papin, cantante filipina.
- 1957: Deep Roy, actor británico.
- 1958: Anita Baker, cantante estadounidense.
- 1958: Ellen DeGeneres, humorista estadounidense.
- 1958: Edgardo Bauza, futbolista y entrenador argentino.
- 1958: Xavier Becerra, político estadounidense.
- 1959: Salvador Sánchez, boxeador mexicano (f. 1982).
- 1959: Nuri Bilge Ceylan, cineasta turco.
- 1959: Cecilia Aguayo, médico y tecladista chilena, de la banda Los Prisioneros .
- 1960: María Rivas, cantautora venezolana de latin jazz (f. 2019).
- 1961: Tom Keifer, músico estadounidense, de la banda Cinderella.
- 1961: Wayne Gretzky, jugador de hockey sobre hielo canadiense.
- 1961: Juan Amador Sánchez, futbolista argentino.
- 1962: Oscar Ruggeri, jugador y entrenador de fútbol argentino.
- 1963: José Mourinho, entrenador de fútbol portugués.
- 1963: Andrew Ridgeley, músico británico.

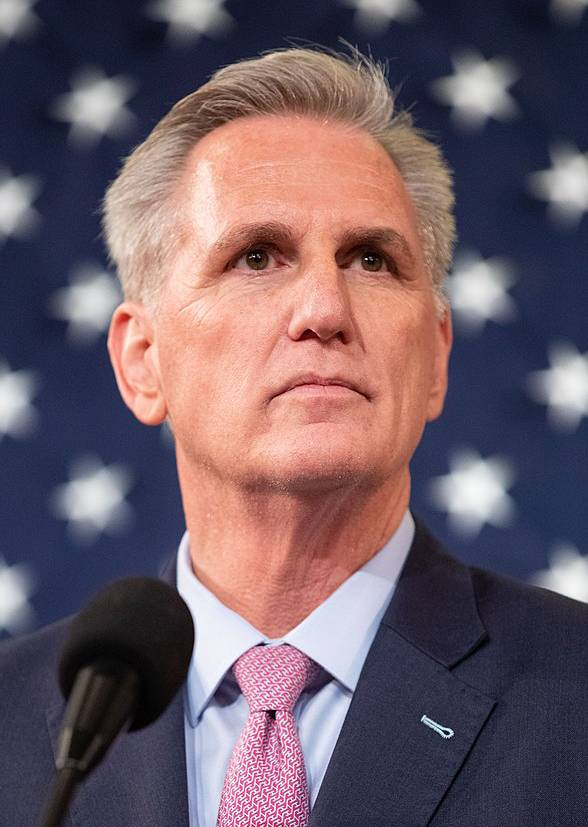
Kevin McCarthy

- 1965: Kevin McCarthy, 55.º presidente de la Cámara de Representantes de los Estados Unidos.[10]
- 1967: Martí Batres, político mexicano, Jefe de Gobierno de la Ciudad de México entre 2023 y 2024.
- 1970: Shino Watabe, pintora japonesa.
- 1971: Maxim Huerta, escritor y periodista español.
- 1971: Clara Grima, matemática española.
- 1973: Brendan Rodgers, futbolista y entrenador norirlandés.
- 1974: César Cruchaga, futbolista español.
- 1974: David Castedo, futbolista español.
- 1974: Omar Treviño Morales, narcotraficante mexicano.
- 1975: Mukhtor Kurbonov, futbolista y entrenador uzbeko.
- 1976: Alexys Benito Castro, abogado y político colombiano, Gobernador de Vichada desde 2024.
- 1977: Vince Carter, baloncestista estadounidense.
- 1977: Justin Gimelstob, tenista estadounidense.
- 1977: Luján Argüelles, presentadora de televisión española.
- 1977: Etienne Mermer, futbolista vanuatuense.
- 1978: Gonzalo Valenzuela, actor chileno.
- 1978: Nastja Čeh, futbolista esloveno.
- 1978: Kelly Stables, actriz estadounidense.
- 1979: Sara Rue, actriz estadounidense.
- 1979: Maksím Kalinichenko, futbolista ucraniano.
- 1979: Cătălin Munteanu, futbolista rumano.
- 1979: Bárbara Borges, actriz brasileña.
- 1979: Susana Mora, futbolista mexicana.
- 1981: Colin O'Donoghue, actor irlandés.
- 1981: Gustavo Dudamel, director de orquesta y músico venezolano.
- 1981: José de Jesús Corona, futbolista mexicano.
- 1981: Juan José Haedo, ciclista argentino.
- 1981: Leandro Somoza, futbolista argentino.
- 1983: Bibi Marín, guitarrista mexicano, de la banda Reik.
- 1984: Luo Xuejuan, nadadora china.
- 1984: Igor Angulo, futbolista español.
- 1984: Grzegorz Wojtkowiak, futbolista polaco.
- 1984: Antonio Rukavina, futbolista serbio.
- 1985: Rusko, DJ británico de música electrónica.
- 1986:  Damaris, cantautora, compositora y productora peruana.
- 1986: Gerald Green, baloncestista estadounidense.
- 1986: Kim Jae-joong, cantante surcoreano
- 1986: Matt Heafy, vocalista y guitarrista estadounidense, de la banda Trivium.
- 1986: Patricio Máximo Sardelli, guitarrista argentino, de la banda Airbag.
- 1986: Shantelle Taylor, luchador profesional canadiense.
- 1986: Lyudmila Bikmullina, modelo ucraniana.
- 1986: Chiara Pinasco, presentadora y actriz peruana.
- 1987: Rigoberto Urán, ciclista colombiano.
- 1988: Mia Rose, cantautora británico-portuguesa.
- 1988: Luca Siligardi, futbolista italiano.
- 1988: Valentina Lefort, futbolista chilena.
- 1990: Sergio Pérez, piloto mexicano de automovilismo.
- 1990: Peter Sagan, ciclista eslovaco.
- 1990: Nawaf Al Abed, futbolista saudí.
- 1990: Pedro Kumamoto, político mexicano.
- 1991: Drag Sethlas, drag queen española.
- 1991: Esteban Andrada, futbolista argentino
- 1992: Mercedes Moné, luchadora profesional estadounidense.
- 1993: Cameron Bright, actor canadiense.
- 1993: Miguel Borja, futbolista colombiano.
- 1994: Joseph Quinn, actor británico.
- 1995: Laura Nunnink, jugadora de hockey sobre césped neerlandesa.
- 1996: María Pedraza, actriz española.
- 1996: Tyger Drew-Honey, actor británico.
- 1996: Igor Decraene, ciclista belga (f. 2014).
- 1996: I.M, rapero, compositor, letrista y MC surcoreano, de la banda musical Monsta X.
- 1996: Vivianne Dietz, actriz chilena.
- 1996: Zakaria Bakkali, futbolista belga.
- 1997: Gedion Zelalem, futbolista alemán-estadounidense.
- 1997: Julio Pleguezuelo, futbolista español.
- 1997: Filip Ilic, futbolista macedonio.
- 1997: Jakkit Wachpirom, futbolista tailandés.
- 1997: Bernald Alfaro, futbolista costarricense.
- 1997: Alberto Pimpini, jugador de curling italiano.
- 1997: Zaid Al-Bawardi, futbolista saudí.
- 1998: Moon Bin, cantante, bailarín, actor, modelo y conductor de televisión surcoreano e integrante del grupo Astro (f. 2023).
- 1998: Gonzalo Ávila Gordón, futbolista español.
- 1998: Bimal Gharti Magar, futbolista nepalí.
- 1999: Manuel Mosquera Rey, futbolista español.
- 1999: Xabier Beraza, baloncestista español.
- 1999: Myrthe Bolt, modelo neerlandesa.
- 1999: Valère Thiébaud, ciclista suizo.
- 1999: Leonardo Balerdi, futbolista argentino.
- 1999: Daouda Peeters, futbolista guineano-belga.
- 2000: Ester Expósito, actriz española.
- 2000: Levan Kharabadze, futbolista georgiano.
- 2000: Nuno Tavares, futbolista portugués.
- 2000: Mauro Valiente, futbolista argentino.
- 2000: Darius Garland, baloncestista estadounidense.
- 2000: Anthony Turpel, actor estadounidense.
- 2000: Shunsuke Izumiya, atleta japonés.
- 2000: Angelina Alonso, futbolista brasileña-estadounidense.
- 2003: David Cantero del Campo, atleta español.
- 2004: Addison Riecke, actriz estadounidense.
- 2004: David Jonathans, futbolista luxemburgués.
- 2005: Kyriani Sabbe, futbolista belga.
- 2005: Mandula Mészáros, gimnasta artística húngara.

## Fallecimientos
- 946: Edith, aristócrata y abadesa alemana, hija de Eduardo el Viejo y esposa del rey Otón I (n. 910).
- 1425: Catalina de Borgoña Dampierre, aristócrata española (n. 1378).
- 1576: Juan Ortiz de Zárate, militar y conquistador español (n. ca. 1515).
- 1743: André Hercule de Fleury, político francés (n. 1653).
- 1795: Johann Christoph Friedrich Bach, compositor alemán (n. 1732).
- 1813: Joaquín de Cayzedo, fue un militar y político que lideró la Junta extraordinaria de Santiago de Cali, la segunda Junta de gobierno creada en la Virreinato de Nueva Granada, actual Colombia. (n. 1773).
- 1823: Edward Jenner, médico británico que desarrolló la vacuna contra la viruela (n. 1749).
- 1824: Théodore Géricault, pintor francés (n. 1791).
- 1855: Gérard de Nerval, escritor francés (n. 1808).
- 1876: Frédérick Lemaître, actor francés (n. 1800).
- 1878: Kirkpatrick Macmillan, inventor escocés (n. 1812).
- 1882: Juan José Pérez Vergara, político chileno (n. 1815).

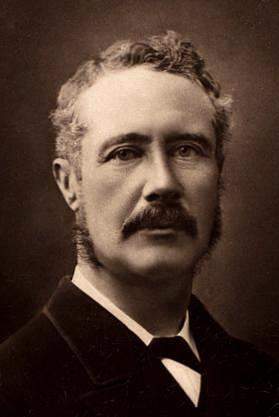
Charles George Gordon.

- 1885: Charles George Gordon, general británico (n. 1833).
- 1891: Nikolaus August Otto, inventor alemán (n. 1833).
- 1893: Abner Doubleday, inventor oficial del béisbol (n. 1819).
- 1895: Arthur Cayley, matemático británico (n. 1821).
- 1901: José Rogel Soriano, compositor español (n. 1829).
- 1922: Vincenc Strouhal, físico checo (n. 1850).
- 1932: William Wrigley Jr., industrial estadounidense (n. 1861).
- 1935: José Sánchez Guerra, político, abogado y periodista español (n. 1859).
- 1938: Matilde Montoya, médica mexicana (n. 1859).
- 1939: Jaime Mendoza Gonzáles, médico, poeta, filántropo, escritor y geógrafo boliviano (n. 1874).
- 1942: Felix Hausdorff, matemático alemán (n. 1868).
- 1943: Nikolai Vavilov, botánico ruso (n. 1887).
- 1946: Adriaan van Maanen, astrónomo neerlandés-estadounidense (n. 1884).
- 1947: Gustavo Adolfo Västerbotten, aristócrata sueco (n. 1906).
- 1947: Grace Moore, soprano y actriz estadounidense (n. 1898).
- 1952: Horloogiyn Choybalsan, político y líder mongol (n. 1895).
- 1952: Natalia Sheremétievskaya, aristócrata rusa (n. 1882).
- 1962: Lucky Luciano, mafioso italo-estadounidense (n. 1897).
- 1973: Edward G. Robinson, actor estadounidense (n. 1893).
- 1974: Julius Patzak, tenor austriaco (n. 1898).
- 1979: Nelson Rockefeller, vicepresidente estadounidense (n. 1908).
- 1980: Juan Quintero Muñoz, compositor de cine y pianista español (n. 1903).
- 1980: Andrés Saborit, dirigente socialista español (n. 1889).
- 1982: Nedda Francy, actriz argentina (n. 1908).
- 1983: Paul Bear Bryant, entrenador estadounidense de fútbol americano (n. 1913).
- 1985: Kenny Clarke, baterista estadounidense de jazz (n. 1914).
- 1990: Lewis Mumford, historiador estadounidense (n. 1895).
- 1992: José Ferrer, actor y cineasta puertorriqueño (n. 1909).
- 1992: Alberto Cardín, activista y antropólogo español (n. 1948).
- 1992: Pedro Linares López, artista mexicano, creador de los alebrijes (n. 1906).
- 1993: Robert Jacobsen, artista danés (n. 1912).
- 1993: Axel Freiherr von dem Bussche-Streithorst, militar alemán (n. 1919).
- 1998: Emilio Alarcos Llorach, lingüista y crítico literario español (n. 1922).
- 1998: Shinichi Suzuki, profesor japonés de violín (n. 1898).
- 1999: Matilde Landeta, cineasta mexicana (n. 1910).
- 2000: Don Budge, tenista estadounidense (n. 1915).
- 2000: A. E. van Vogt, escritor estadounidense de ciencia ficción (n. 1912).
- 2003: Valeri Brumel, atleta ruso (n. 1942).
- 2003: Hugh Trevor-Roper, historiador británico (n. 1914).
- 2006: Iván Grondona, actor argentino (n. 1922).
- 2007: Luis Rizzo, músico de tangos argentino, (n. 1945).
- 2008: George Habash, político, guerrillero y terrorista palestino (n. 1926).
- 2010: Louis Auchincloss, novelista, historiador y ensayista estadounidense (n. 1917).
- 2010: Inda Ledesma, actriz argentina (n. 1926).
- 2010: Eduardo Michaelsen, artista cubano (n. 1920).
- 2012: Alfredo Avelín, político argentino (n. 1927).
- 2013: Acer Nethercott, remero británico (n. 1977).
- 2014: Ulises Estrada, revolucionario cubano (n. 1934).
- 2014: José Emilio Pacheco, escritor mexicano (n. 1939).
- 2016: Abe Vigoda, actor estadounidense (n. 1921).
- 2017: Mike Connors, actor estadounidense (n. 1925).
- 2019: Michel Legrand, compositor, pianista y cantante francés (n. 1932).
- 2020: Louis Nirenberg, fue un matemático canadiense, considerado uno de los mejores analistas del siglo XX. (n. 1925).
- 2020: Kobe Bryant, baloncestista estadounidense (n. 1978).
- 2021: Carlos Holmes Trujillo, abogado y político colombiano (n. 1951).
- 2021: Lars Norén, escritor sueco (n. 1944).
- 2022: Morgan Stevens (70), actor estadounidense (n. 1951).

## Celebraciones
- Día Mundial de la Educación Ambiental.[11]Se conmemora anualmente el 26 de enero buscando «despertar la conciencia de las personas sobre los problemas ambientales, lo que les permite ser identificados tanto a nivel mundial como local».

- Día Internacional de la Aduana. En conmemoración al día en que se realizó la sesión inaugural del Comité de Cooperación Aduanera (CCC) en 1953.

- Día Internacional de la Energía Limpia. Proclamado por la Asamblea General de las Naciones Unidas para conmemorar el aniversario de la fundación de la Agencia Internacional de Energías Renovables (IRENA) en el año 2009.

- Día Mundial del Pescador. Este día reconoce y homenajea a todos los pescadores, tanto profesionales como aficionados, destacando su labor, el desafío de su trabajo y la importancia de la pesca para la alimentación global.

- Día Mundial de la Enfermedad de Kawasaki. Catalogada como rara y que afecta a niños pequeños, menores de 5 años. El objetivo de esta fecha es dar visibilidad a la enfermedad y apoyar a los pacientes y a sus familias que tienen que lidiar con los síntomas de esta patología.

- Día Mundial contra la Lepra. (2025).[12]Se recuerda el último domingo de enero de cada año.

 Por países
(Por orden alfabético)
- Australia: 
  - Día de Australia. Se conmemora la fundación de Port Jackson.[13]

- Estados Unidos: 
  - Día de la Salud y el Ejercicio Preescolar.
(en inglés: National Preschool Health & Fitness Day).
  - Día del Dulce de Cacahuetes o Maní.
(en inglés: National Peanut Brittle Day).
  - Día de la Diversión en el Trabajo.
(en inglés: National Fun at Work Day).
  - Día del Jugo Verde.
(en inglés: National Green Juice Day).
  - Día de los Cónyuges.
(en inglés: National Spouses Day).
  - Domingo Nacional de la Biblia (2025). Se celebra el cuarto domingo de enero.

- India: 
  - Día de la República.

- México: 
  - Día del Chef.

- Panamá: 
  - Día del Ingeniero y Arquitecto. Esta fecha conmemora la promulgación de la Ley 15/59, que creó la Junta Técnica de Ingeniería y Arquitectura, reconociendo la contribución de estos profesionales al desarrollo del país.

- República Dominicana: 
  - Día de Juan Pablo Duarte, Padre de la Patria. En el aniversario de su nacimiento (26 de enero de 1813), inician las celebraciones por el Mes de la Patria, que se extienden hasta el 27 de febrero, que se celebra el Aniversario de la Independencia Nacional.

- Uganda: 
  - Día de la Liberación.[14]Fuegos artificiales, desfiles militares y eventos deportivos para celebrar el derrocamiento del gobierno en ese momento en 1986. El actual presidente, Yoweri Museveni, ha estado en el poder desde entonces (hace 39 años) y ha sido reelegido hasta la actualidad por medio de procesos electorales considerados "irregulares".[15][16][17]

### Santoral católico

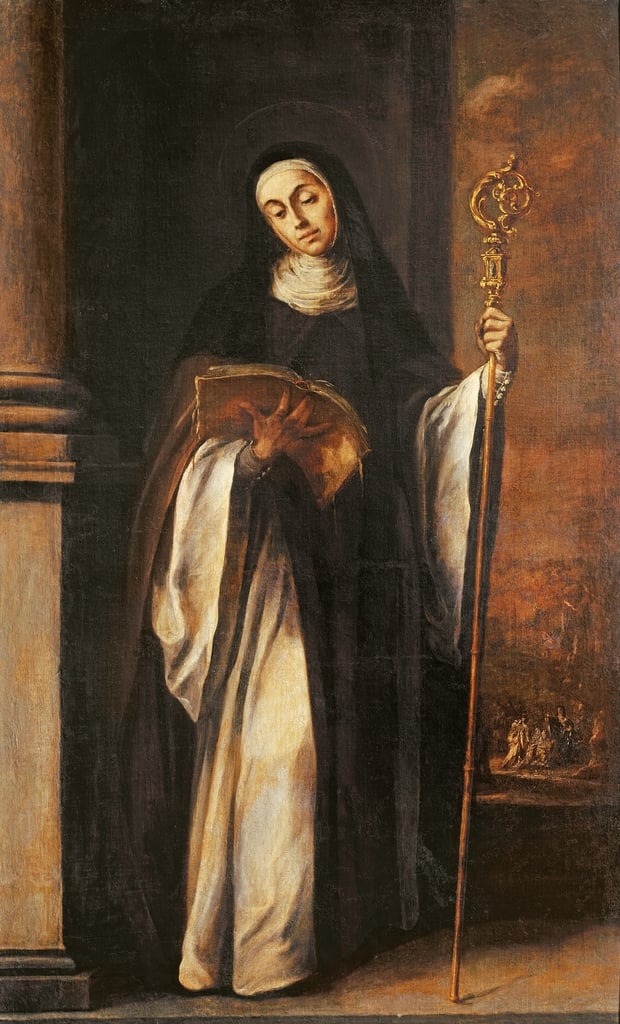
Santa Paula de Roma, primera monja de la historia cristiana.

- Santos Timoteo de Éfeso y Tito de Creta, obispos (s. I).
- San Teógenes de Hipona, mártir (c. 257).[18]
- Santa Paula de Roma, primera monja de la historia cristiana (404). (imagen ilustrativa).
- Santos Jenofonte, María, Juan y Arcadio de Jerusalén (s. VI).
- San Alberico de Choris, abad (1109).
- San Agustín Erlandsön, obispo (1188).[18]
- Beata María de la Dive, mártir (1794).[18]
- Beato Miguel Kozal, obispo y mártir (1943).[18]